# Jerry Buss
Gerald Hatten Jerry Buss (Salt Lake City, Utah, 27 de enero de 1933-Los Ángeles, California, 18 de febrero de 2013) fue un empresario y químico estadounidense. Fue propietario mayoritario de Los Angeles Lakers, equipo de la National Basketball Association —NBA—, desde el año 1979 hasta su fallecimiento. Durante sus primeros años, el club consiguió 5 campeonatos de liga y alcanzó un gran nivel de juego, por lo que en esta época la franquicia fue conocida por el sobrenombre de showtime. En el año 2010, Buss fue incluido en el Basketball Hall of Fame como contribuyente del deporte.

## Juventud
Jerry nació en Salt Lake City pero se crio en la ciudad de Kemmerer, Wyoming junto a su madre Jessie, que estaba divorciada. Consiguió una beca para acceder a la Universidad de Wyoming, en la que se graduó con un Bachelor of Science en 1953, tras haber estudiado durante dos años y medio. Se trasladó a Los Ángeles para acudir a la Universidad de California del Sur, en la que, con 24 años, obtuvo la maestría y el doctorado en fisicoquímica. Buss comenzó a ejercer su profesión de químico en el Departamento de Minas del gobierno de los Estados Unidos —oficialmente United States Bureau of Mines—.

## Fallecimiento
En 2012, Buss permaneció ingresado en el hospital durante varios meses a causa de unos problemas en el hígado. El día de su octogésimo cumpleaños, el 27 de enero de 2013, Jerry no acudió al partido en el que los Lakers se enfrentaban a los Oklahoma City Thunder —encuentro correspondiente a la temporada 2012-13 de la NBA— por complicaciones en su salud. El 14 de febrero, se desveló que había estado luchando contra el cáncer desde el año 2012.
Tras ser hospitalizado de nuevo, falleció el 18 de febrero de 2013 a las 5:55 a. m. El comisionado de la NBA David Stern dijo acerca de él que «la NBA ha perdido un propietario visionario cuya influencia en nuestra liga ha sido incalculable y pasarán décadas hasta que disfrutemos de uno similar», mientras que Kobe Bryant afirmó que «el impacto de su fallecimiento se sentirá en todo el mundo».